# المقاطعة البرازيلية بالقارة القطبية الجنوبية

خريطة البرازيل ومقاطعاتها

المقاطعة البرازيلية بأنتاركتيكا (اللغة البرتغالية البرازيلية: Antártida Brasileira أو Antártica Brasileira )
هو اسم المقاطعة التي تقع جنوب خط العرض 60 في أنتاركتيكا ومن خط الطول 28° غربا إلى خط الطول 53° غربا، وهي التي اقترحها بأنها «منطقة اهتمام» من قبل الباحث الجيوسياسي تيريزينها دي كاسترو (Therezinha de Castro).
ورغم كون هذه الأرض لم يتم تحديدها سابقا بصورة دقيقة، فإنها لا تناقض ولا تتعارض رسميا مع المطالبات المتداخلة جغرافيا في تلك المنطقة للأرجنتين. والمملكة المتحدة
وقد أعربت البرازيل رسميا تحفظاتها على معاهدة أنتاركتيكا لكنها أعربت عن احترام الحقوق الإقليمية في القارة القطبية الجنوبية في 16 أيار عام 1975.
وقد قامت البرازيل بتأسيس منشأة بحثية دائمة تعمل، في قاعدة القائد البرازيلي فيراز بأنتاركتيكا، تقع في ساحل الأدميرالية في جزيرة الملك جورج ضمن جزر جنوب شتلاند، بالقرب من غيض من شبه جزيرة القطب الجنوبي.

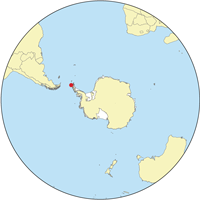
موقع جزر جنوب شتلاند

جزيرة الملك جورج

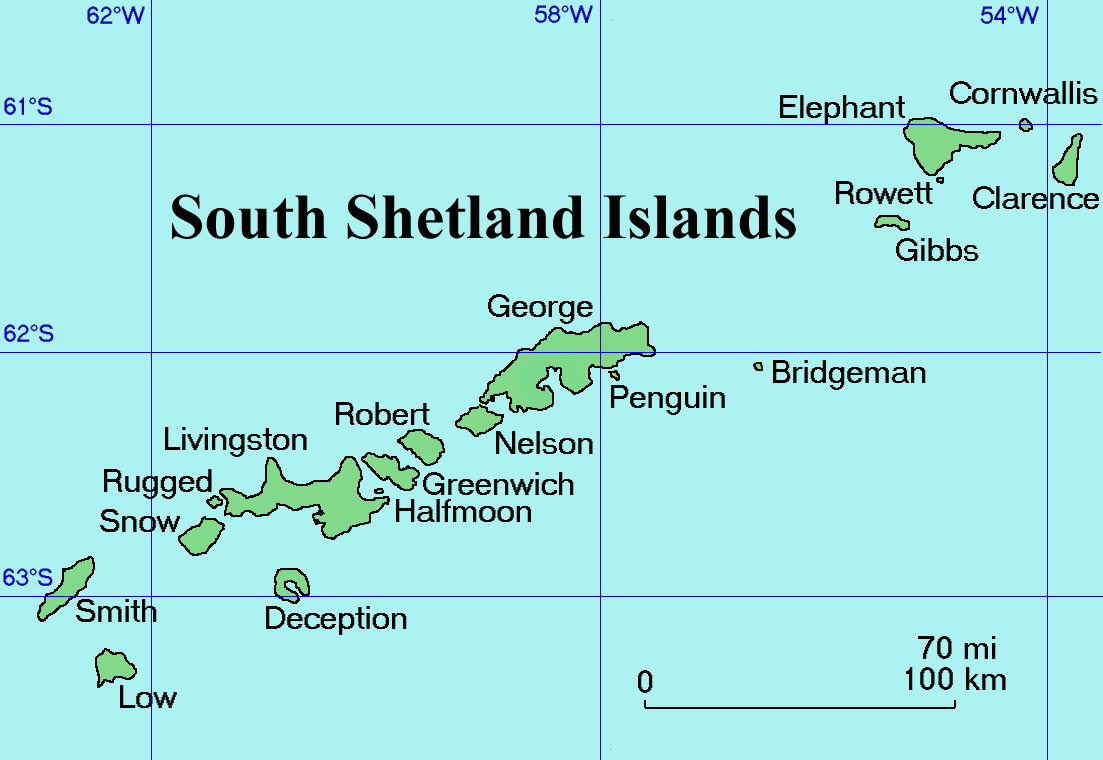
جزر جنوب شتلاند

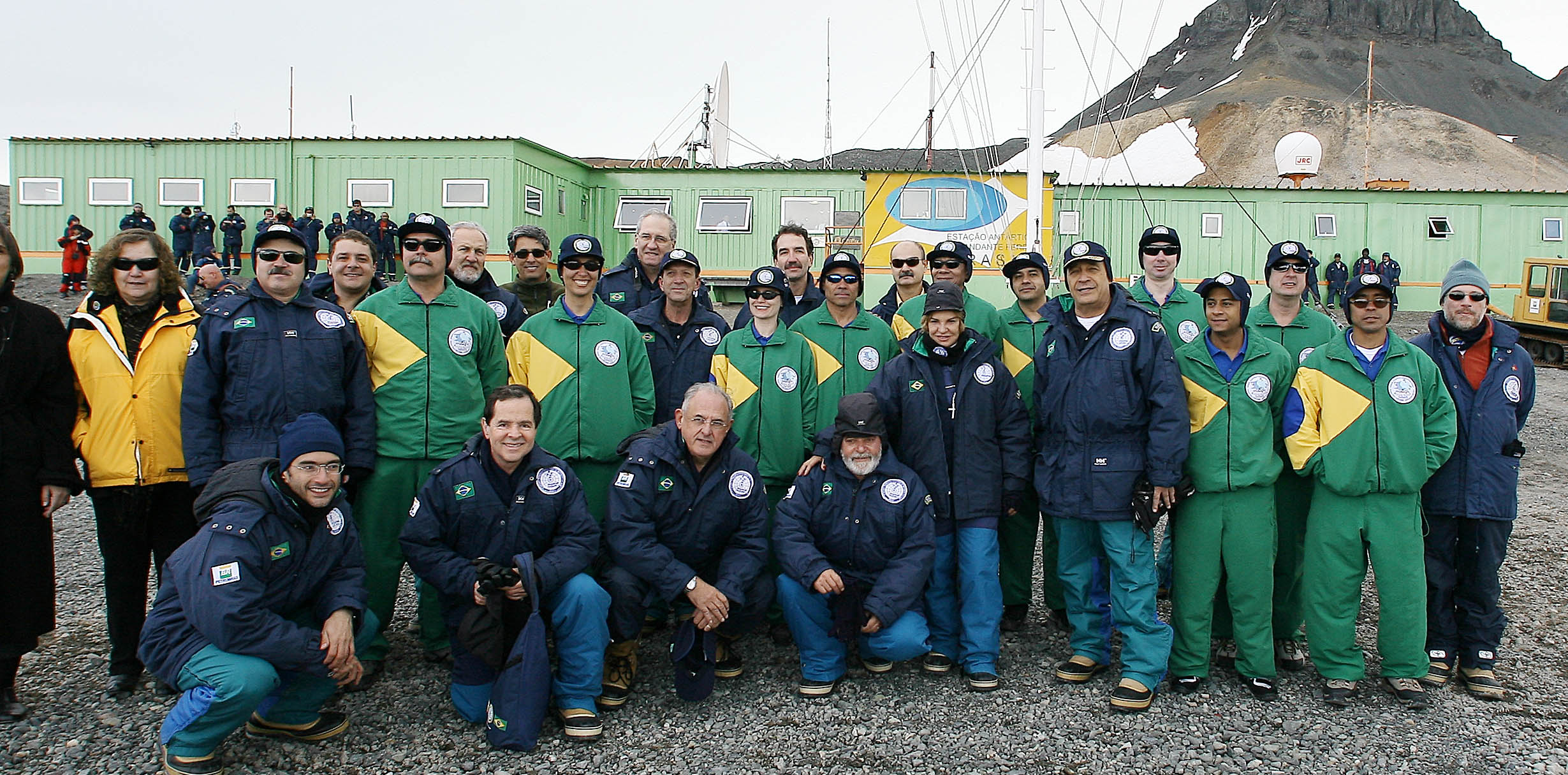
زيارة الرئيس البرازيلي السابق لويس إيناسيو لولا دا سيلفا للمنطقة

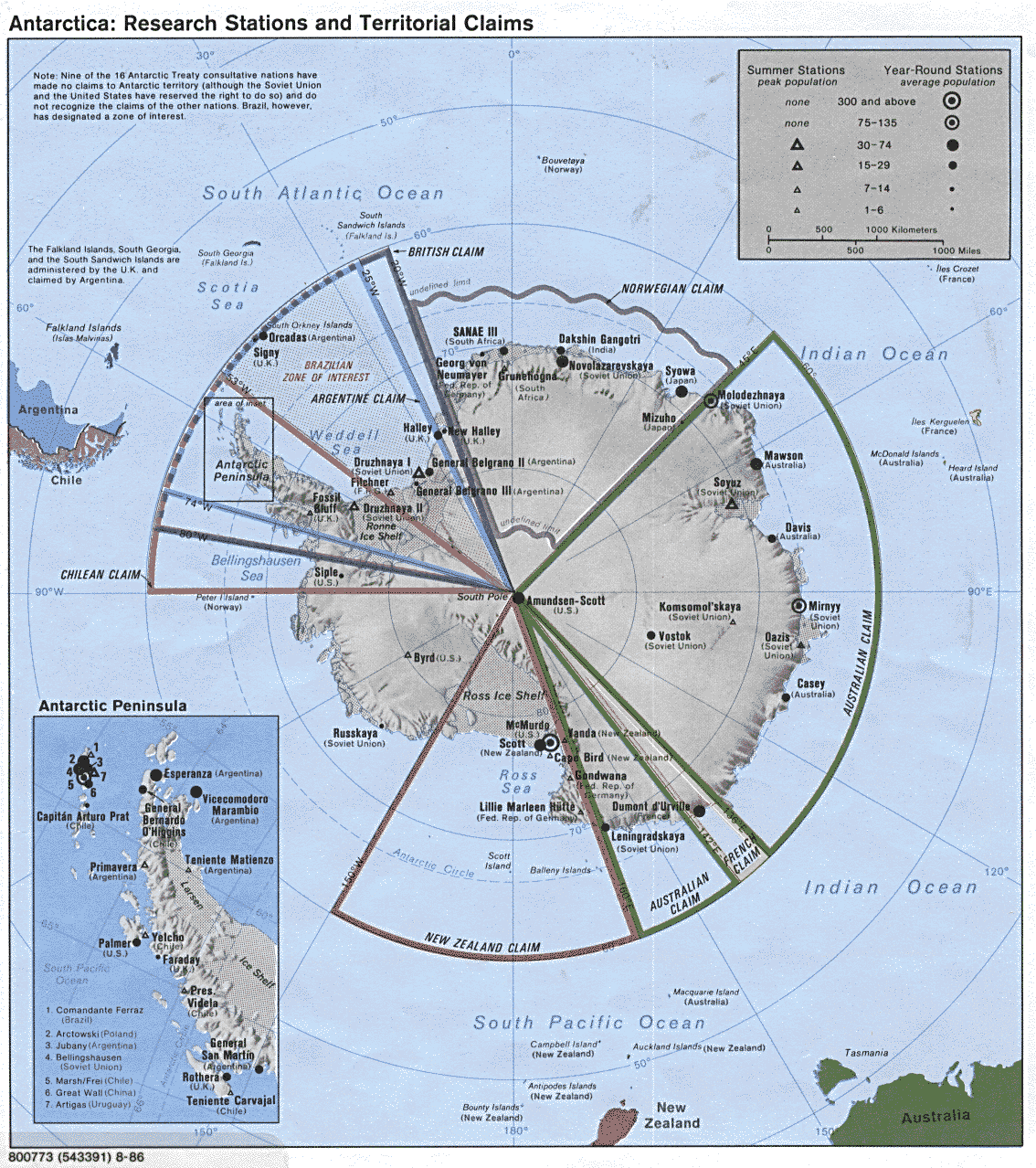
خريطة توضح تقسيمات أنتاركتيكا وبضمنها المقاطعة البرازيلية

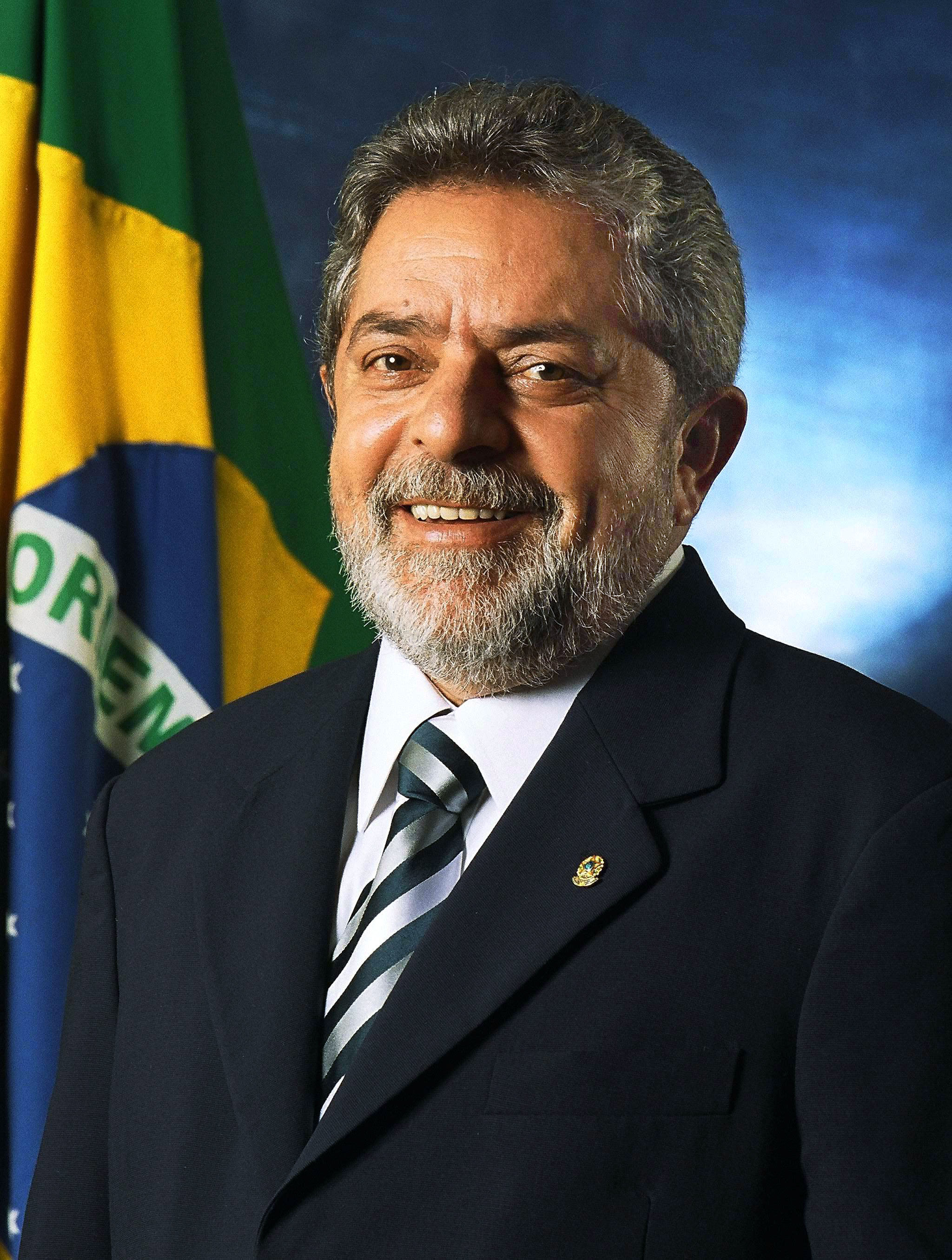
الرئيس البرازيلي السابق لويس إيناسيو لولا دا سيلفا

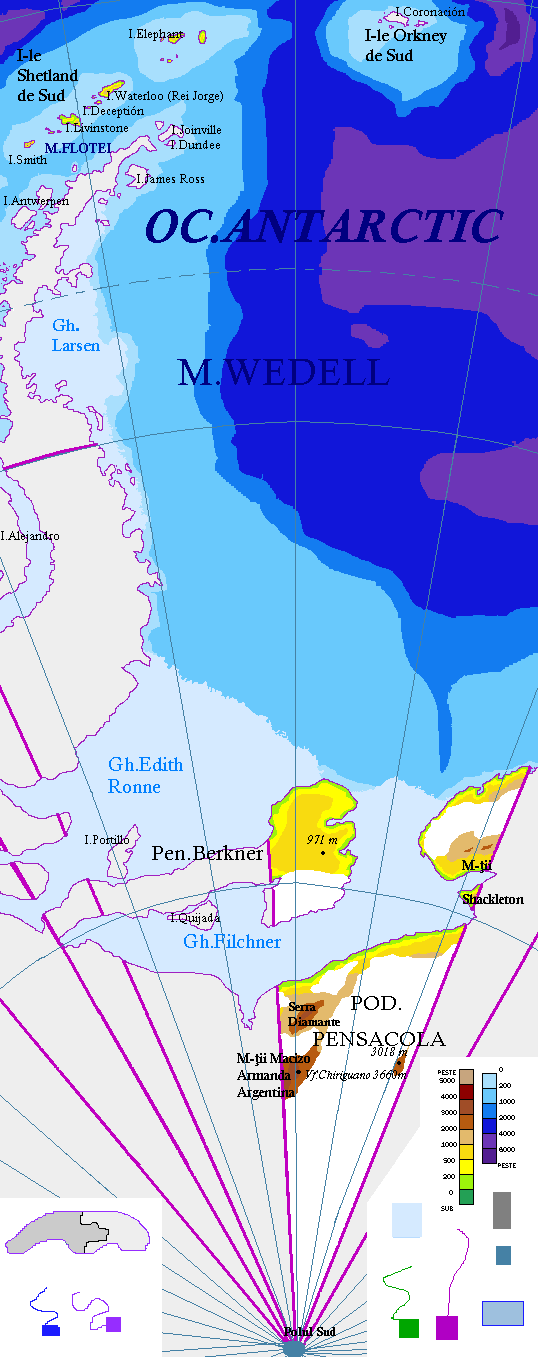
خريطة تضاريس المقاطعة البرازيلية بأنتاركتيكا

## تاريخ المقاطعة
في عام 1982 بدأت الحكومة البرازيلية في رحلتها الأولى إلى القطب الجنوبي، وبعد عام واحد تم بناء قاعدتهم الأولى (المسماة القائد فيراز، وهو ضابط بحري برازيلي المتوفى نشط في القارة القطبية الجنوبية)، ومن ذلك الوقت نشطت الرحلات على مدار السنة.
على الرغم من اعتبار البرازيليين كقادمين الجدد لأنتاركتيكا، فقد كان للكتاب الجيوسياسيين البرازيليين تأثير كبير على سياسات القطب الجنوبي للبلاد (خاصة خلال فترة الديكتاتورية العسكرية في إطار سلسلة من الرؤساء والقادة العسكريين غير المنتخبين للفترة 1964-1985)، وعلى الرغم من أنه لا يوجد اهتمام وطني بالمقاطعة البرازيلية بأنتاركتيكا مثل الأرجنتين أو تشيلي.
في شباط 1991، أكد الرئيس فرناندو كولور دي ميلو مصلحة البرازيل في المنطقة من خلال زيارته للقاعدة في المقاطعة البرازيلية بأنتاركتيكا، حيث قضى ثلاثة أيام. وكان أول رئيس برازيلي زار منطقة القطب الجنوبي في أيلول من العام ذاته.
في يناير 2008، زارت لجنة برلمانية مكونة من 13 عضوا من الكونغرس البرازيلي القاعدة البرازيلية في القارة القطبية الجنوبية. وكانت آخر زيارة قام بها أعضاء في الكونغرس في يناير 2009.
في 16 فبراير 2008، زار الرئيس البرازيلي السابق لويس إيناسيو لولا دا سيلفا مع وفد مكون من 23 شخصا، من بينهم السيدة الأولى ليتيسيا ماريسا، القاعدة البرازيلية في القارة القطبية الجنوبية. وقد اعتبرت الحكومة البرازيلية أن الرحلة الرئاسية هي «بادرة سياسية» لدعم العلماء والعسكريين البرازيليين.
في عام 2009، قامت البرازيل بإرسال بعثتها العلمية الوطنية الأولى إلى الغطاء الجليدي في القطب الجنوبي. البعثة وظيفتها استكشاف الغلاف الجوي، والجليد والجيولوجيا وفيزياء الأرض وعلى طول منطقة تلال باتريوت والبحيرات تحت الجليد في منطقة إلسورث.
ومن المقرر ان تبدأ الحملة الثانية في أوائل نوفمبر 2011، حيث سيقوم الباحثون بنصب محطة رصد على بعد 310 كيلومتراً من القطب الجنوبي وعلى بعد 1.600 كيلومتر من قاعدة القائد فيراز البرازيلية في أنتاركتيكا (EACF).

## التقسيمات الإدارية
تقسم المقاطعة إداريا إلى 5 مناطق وكما يلي:
- منطقة القطب الجنوبي (South Pole Region)
- منطقة بيركنر (Berkner Region)
- منطقة ري خورخي (Rei Jorge Region)
- منطقة الفيل (Region Elephant-Elefante)
- منطقة ليفينغستون وإلهاس (Livingston's and Ilhas Region)
- خريطة الأقسام الإدارية للمقاطعة البرازيلية بأنتاركتيكا

## إدارة المقاطعة
يشارك في إدارة سياسة ومصالح المقاطعة البرازيلية بأنتاركتيكا العديد من المنظمات الحكومية المختلفة. عدد من الجامعات والمعاهد الاتحادية تشارك أيضا في برنامج بحوث القطب الجنوبي.
وكما هو الحال مع الأرجنتين وتشيلي، وفإن القوات العسكرية (وخصوصا سلاح الجو والقوات البحرية) تلعب دورا رئيسيا في برنامج القطب الجنوبي البرازيلي.
- اللجنة الوزارية المشتركة لموارد البحار (CIRM) (بالبرتغالية : Comissão Interministerial para os Recursos do Mar)

وهي وكالة وطنية مسؤولة عن وضع وتنفيذ برنامج القطب الجنوبي البرازيلي، (بالبرتغالية : Programa Antártico Brasileiro (PROANTAR)، للحفاظ الدائم على قاعدة القائد فيراز.
اللجنة تحت القيادة المباشرة من قبل القوات البحرية البرازيلية.
- اللجنة الوطنية البرازيلية لبحوث القطب الجنوبي (CONAPA)  (بالبرتغالية : Comitê Nacional de Pesquisas Antárticas)

وهي العضو الوطني للجنة العلمية لبحوث القطب الجنوبي (SCAR).
هذه اللجنة هي المسؤولة عن تعزيز الاتصال بين البرنامج الوطني البرازيلي والبرنامج الدولي في أنتاركتيكا للبحوث، والتي تنسقها SCAR، ومتابعة أنشطة وإنجازات البحوث التي تجريها البرامج الوطنية الأخرى في القطب الجنوبي. واللجنة أيضا هيئة استشارية للمؤسسات البرازيلية الأخرى في البرنامج البرازيلي في القطب الجنوبي، وظيفتها الاستشارية تهتم بشأن السياسة العلمية في القطب الجنوبي. واللجنة تحت إدارة وزارة العلوم والتكنولوجيا في البرازيل.
- اللجنة الوطنية لشؤون القطب الجنوبي (CONANTAR) (بالبرتغالية : Comissão Nacional para Assuntos Antárticos)

وهو المجلس الاستشاري الوطني للرئيس البرازيلي والمسؤول عن صياغة وتنفيذ السياسة الوطنية لشؤون القارة القطبية الجنوبية (Política Nacional para Assuntos Antárticos - POLANTAR). ويرتبط ارتباطا مباشرا بلجنة في وزارة العلاقات الخارجية ورئاسة الجمهورية.
- الجبهة البرلمانية لدعم برنامج القطب الجنوبي البرازيلي (بالبرتغالية : Frente Parlamentar de Apoio ao Programa Antártico Brasileiro)

وهي لجنة دائمة مشتركة في الكونغرس البرازيلي ومسؤولة عن الإشراف على البرنامج البرازيلي في القطب الجنوبي ومصالحها فيه، بما في ذلك التمويل، والعمليات الجارية. اللجنة تضم 175 عضوا (54 عضوا من مجلس الشيوخ و121 من النواب)، ويرأسها رئيس الجمهورية.

## مراكز الأبحاث
للبرازيل في المقاطعة العديد من محطات البحوث، وكذلك مجموعة من السكان الدائمين، ولكن مع «تبديل» لمختلف الباحثين الذين هم في حالة تناوب. أهم محطات ومراكز البحوث الرئيسية تشمل ما يلي:
- محطة القائد فيراز
- محطة بونتو دا هارمونيا
- محطة Engeneiro Wiltgen
- هاردي كامب بوينت

إلى جانب محطات البحوث البرازيلية في منطقة القطب الجنوبي البرازيلي (وخصوصا في المناطق ري خورخي وليفينغستون وإلهاس) توجد محطات تعود لدول أخرى مختلفة مثل بيرو وألمانيا وأوروغواي والأرجنتين وبريطانيا وبلغاريا وبولندا وتشيلي وكوريا الجنوبية والصين.

## مجموعة صور

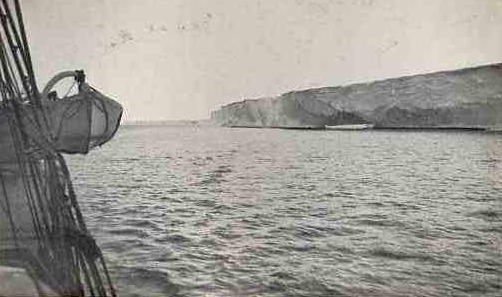
منطقة شرق بيركنر
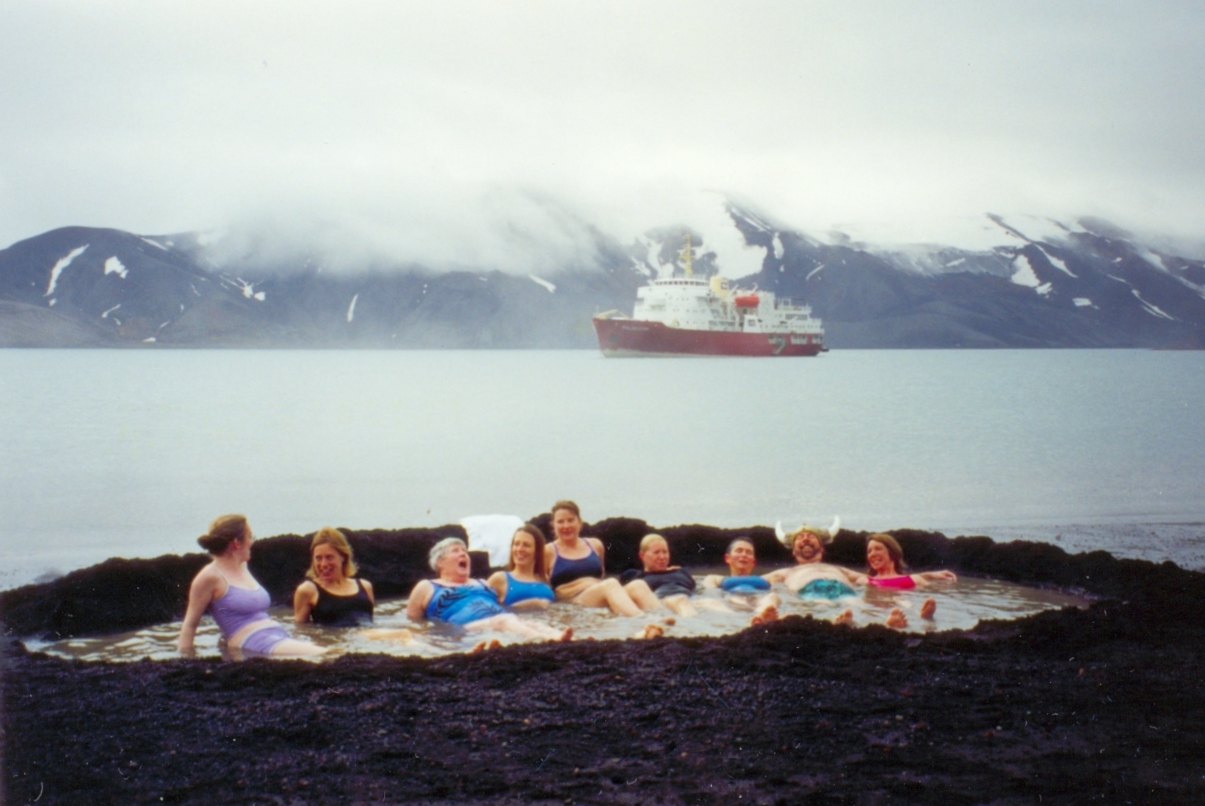
السياح في البحيرات الساخنة لجزيرة ديسبشن
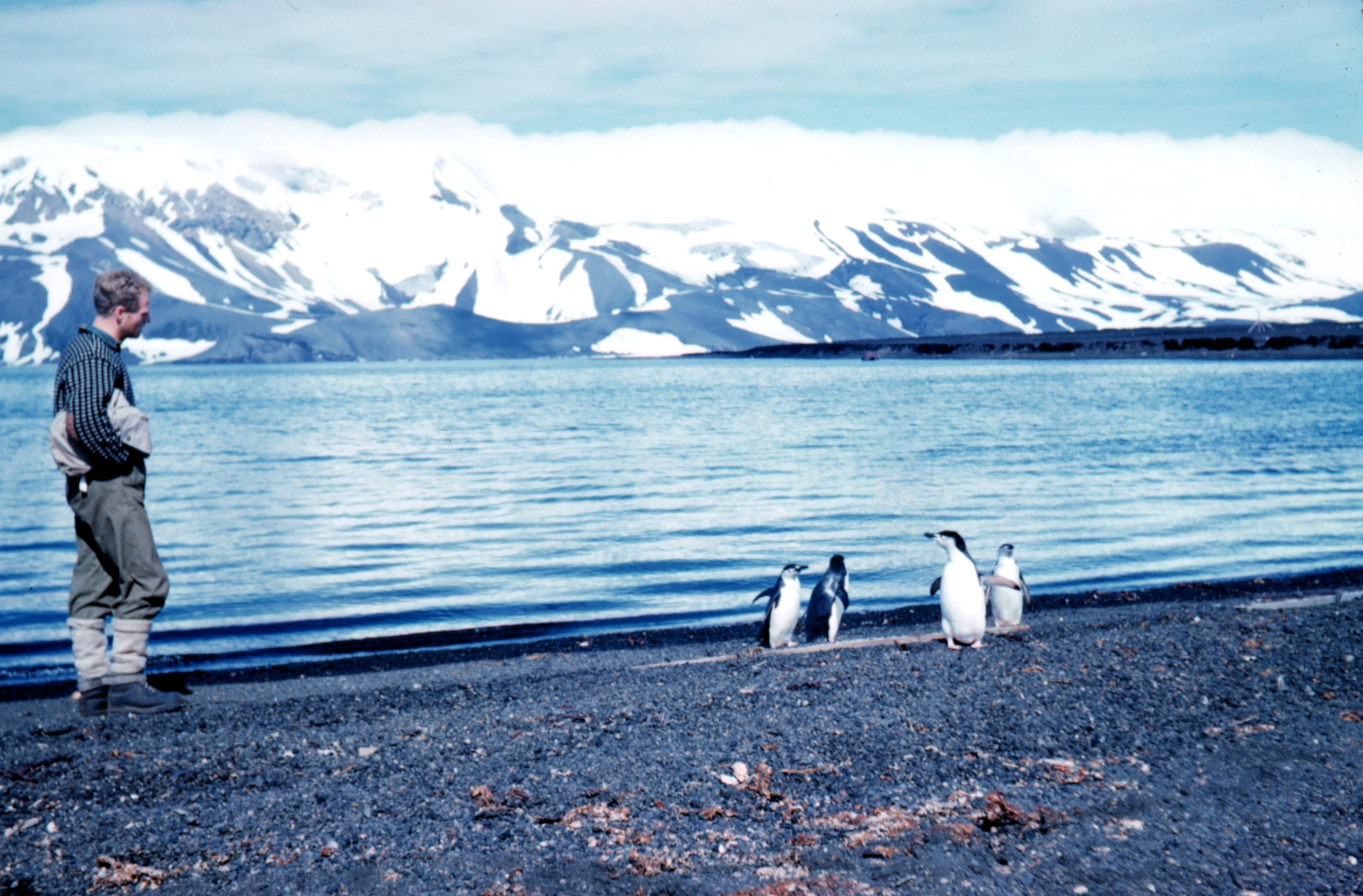
طيور البطريق في جزيرة ديسيبشن عام 1962
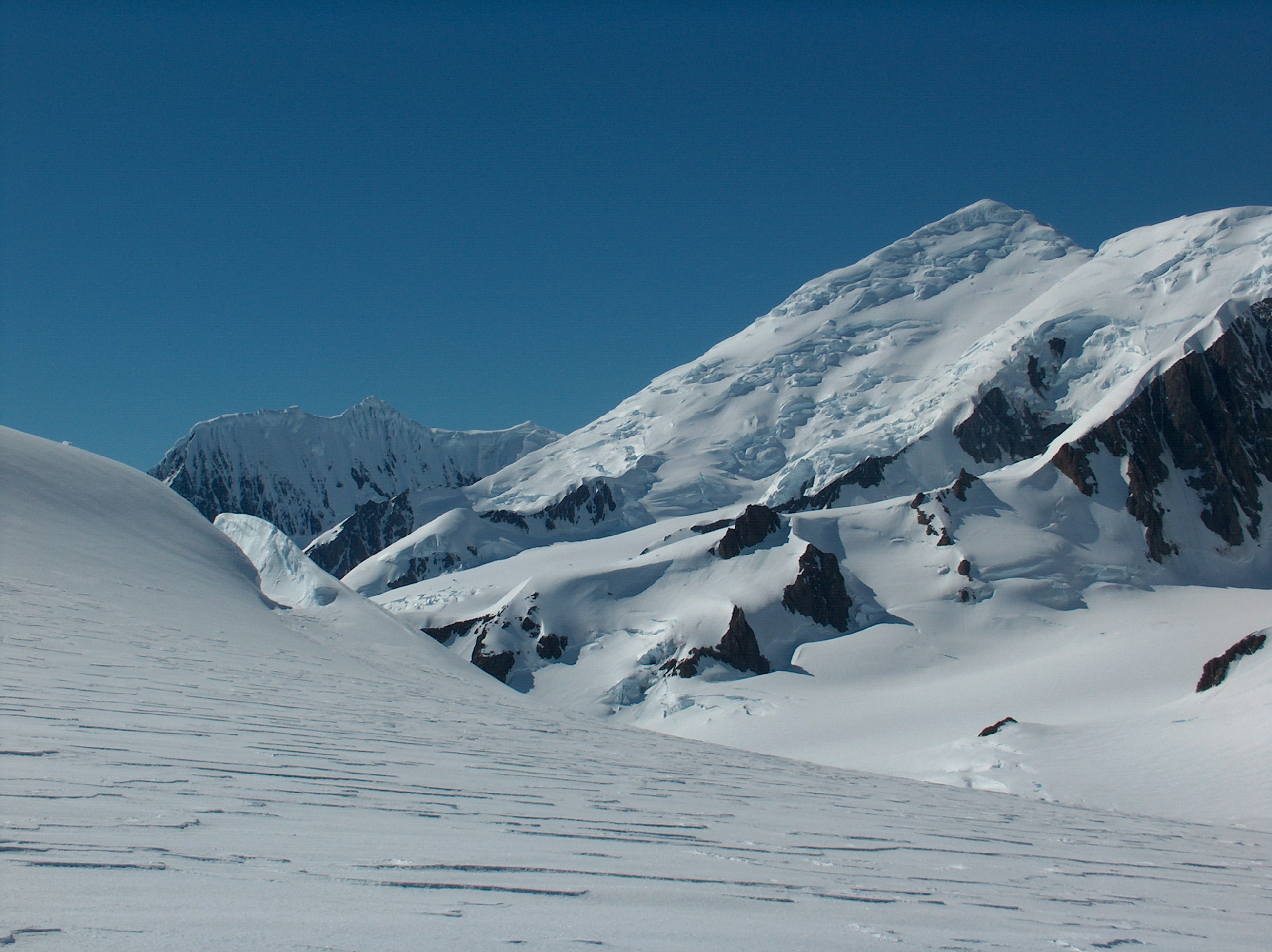
الجبال في جزيرة ليفينغستون
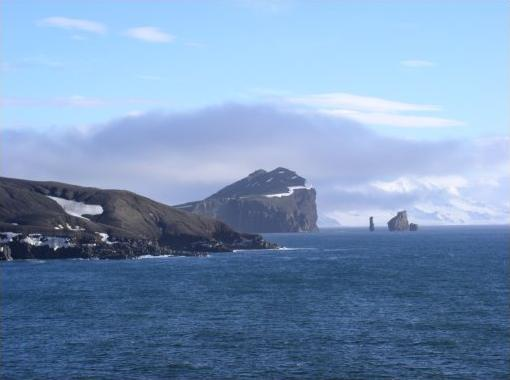
مضيق ليفينغستون
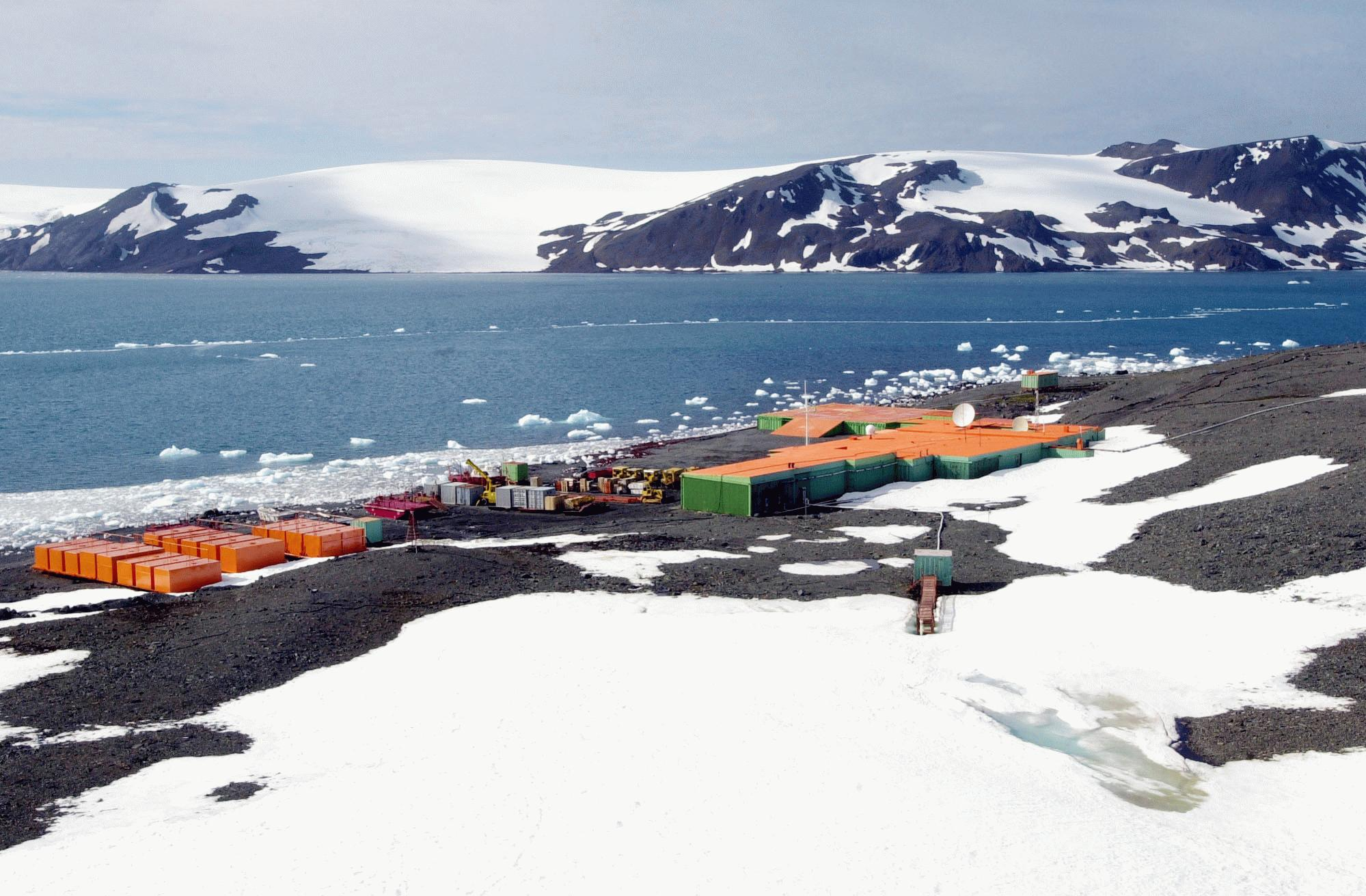
صورة قاعدة القائد فيراز
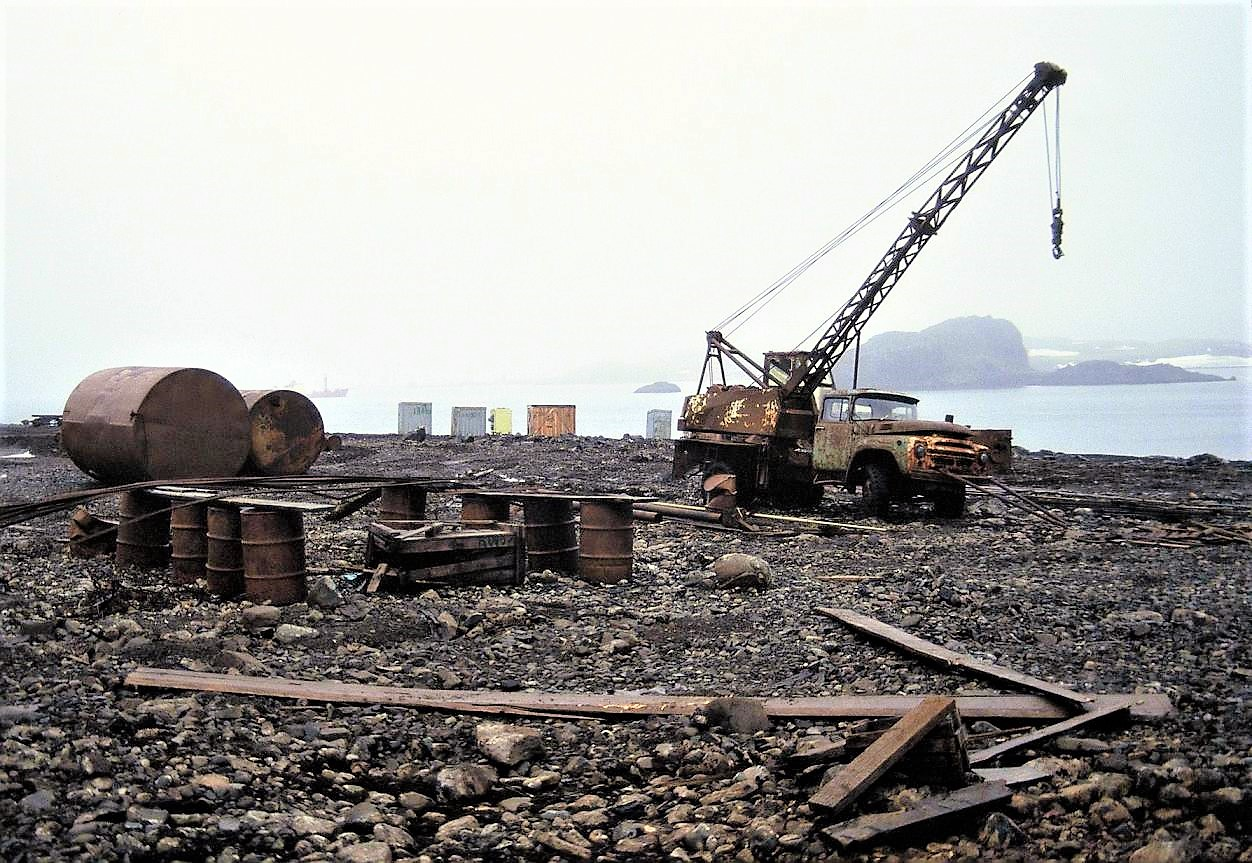
جزيرة الملك جورج من أكثر الجزر تلوثا في منطقة أنتاركتيكا